# Saint-Étienne-de-Puycorbier
Saint-Étienne-de-Puycorbier – miejscowość i gmina we Francji, w regionie Nowa Akwitania, w departamencie Dordogne.
Według danych na rok 1990 gminę zamieszkiwało 118 osób, a gęstość zaludnienia wynosiła 9 osób/km² (wśród 2290 gmin Akwitanii Saint-Étienne-de-Puycorbier plasuje się na 1058. miejscu pod względem liczby ludności, natomiast pod względem powierzchni na miejscu 873.).